# Ranunculus pseudomillefoliatus
Ranunculus pseudomillefoliatus är en ranunkelväxtart som beskrevs av Hans Rudolph Jürke Grau. Ranunculus pseudomillefoliatus ingår i släktet ranunkler, och familjen ranunkelväxter. Inga underarter finns listade i Catalogue of Life.